# Pour-cent culturel Migros

Logo du pour-cent culturel Migros

Le pour-cent culturel est un dispositif de financement culturel mis en place par la Migros, un des principaux détaillants de Suisse.
Le pour-cent culturel est un engagement financier, organisé de manière détaillée, dans les domaines de la culture, la société,  la formation, le temps-libre et l'économie. L'obligation volontaire est ancrée dans les statuts de la Migros comme "but équivalent au but commercial". Le pour-cent culturel a pour but de permettre à une large partie de la population d'avoir accès à la culture et à la formation et aux gens de participer à l'évolution sociale, économique et culturelle dans la société.
Il a été imaginé par le fondateur de la Migros, Gottlieb Duttweiler, qui a décidé d'affecter une partie du chiffre d'affaires à des buts non lucratifs. Le pour-cent culturel a été mis en place dès 1957. C'est aujourd'hui un acteur important de la scène culturelle suisse.
Le pour-cent culturel est financé en commun par la Fédération des coopératives Migros (FCM) et par les différentes coopératives. Ces dernières financent le pour-cent culturel avec un demi pour-cent de leur chiffre d'affaires. La participation de la fédération s'élève au minimum à un tiers de pour-cent du chiffre d'affaires de détails de toutes les coopératives affiliées. Le pour-cent culturel permet ainsi d'attribuer annuellement 160 millions de francs de subventions pour des projets culturels.
Les piliers du pour-cent culturel de la Migros sont les domaines de la formation pour plus de la majorité des fonds, la culture, la société, le temps-libre et l'économie. Ils comprennent l'École-club Migros, les Eurocentres, l'Institut Gottlieb Duttweiler à Rüschlikon, les 4 parcs de la Migros (Duttipark à Zürich, park Im Grünen à Bâle, le parc du Gurten à Bern et le Signal de Bougy), le Chemin de fer Monte Generoso et le Musée Migros d'art contemporain à Zürich. Des activités et des projets ainsi que des événements régionaux représentent aussi une partie supplémentaire de l'engagement.
Le pour-cent culturel a fêté ses 50 ans en 2007.
Le jubilé a été fêté avec toute une série d’évènements et d'activités. La pièce maîtresse est le projet «MyCulture.ch», qui offre aux jeunes adultes une plateforme d'échanges, de dialogue et d'expression artistique. Des jeunes participent à des camps de travail après Pâques pour aller en tournée à travers la Suisse fin juin. Le point culminant de l'anniversaire des 50 ans a été le 25 août 2007 où une grande fête d'anniversaire a été organisée avec de nombreux invités issus des domaines de la culture, la politique, l'économie et la société